# Stockheim (Glauburg)
Stockheim ist ein Ortsteil der Gemeinde Glauburg im südhessischen Wetteraukreis und Sitz der Gemeindeverwaltung.

## Geographische Lage

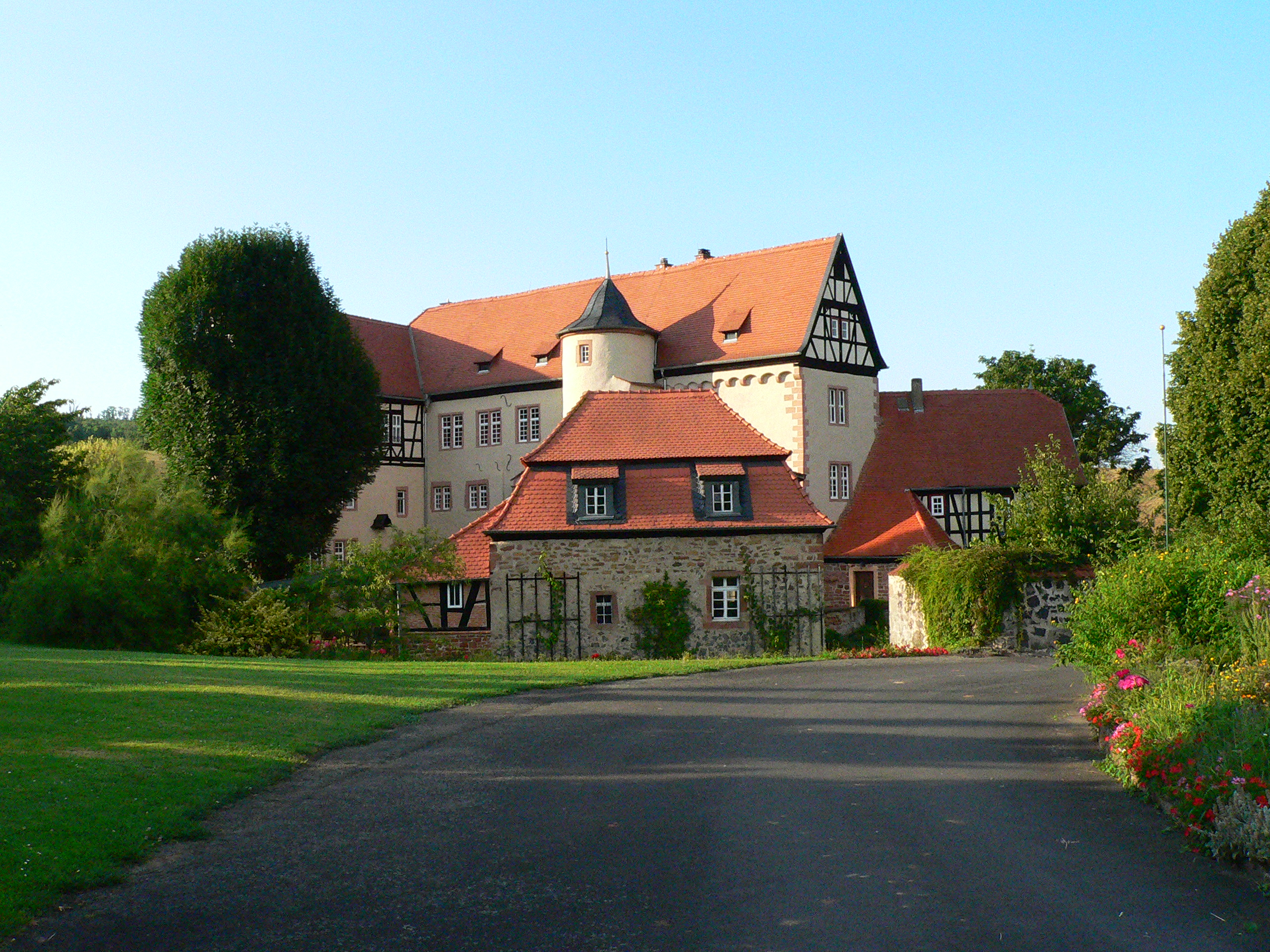
Hofgut Leustadt westlich von Stockheim

Stockheim liegt in der östlichen Wetterau westlich des Büdinger Waldes und nördlich des Ronneburger Hügellandes beiderseits des Bleichenbachs, kurz oberhalb seiner Mündung in die Nidder bei Glauberg.  
Die Gemarkungsfläche wurde für 1961 mit 720 Hektar angegeben, davon waren 151 Hektar Wald. Die Gemarkung erstreckt sich in den Talauen von Bleichenbach und Nidder und schließt westlich der Nidder das Hofgut Leustadt mit ein. Die Waldungen von Stockheim liegen auf den Anhöhen westlich von Leustadt und im Süden am Nordhang des Glaubergs. Dort liegt kurz unterhalb des Gipfels die mit etwa 275 Meter höchste Erhebung von Stockheim.
Stockheim liegt nordöstlich des zweiten Glauburger Ortsteils Glauberg. Die Ortskerne sind rund einen Kilometer voneinander entfernt. Daneben ist Stockheim umgeben von den Orten Nieder-Mockstadt im Westen, Effolderbach im Norden, Selters im Nordosten, Bleichenbach im Osten, Rohrbach im Südosten und Düdelsheim im Süden.

## Geschichte
Die älteste bekannte schriftliche Erwähnung von Stockheim  erfolgte im Jahr 1198 mit dem Namen „Stokheim“ in einer Urkunde des Klosters Arnsburg. Dort wird ein „Conradus de Stokheim“ genannt. 1787 gehörte Stockheim zur Grafschaft Isenburg-Büdingen. Stockheim wurde nach dem Zweiten Weltkrieg Zufluchtsort vieler Vertriebener.
Im Zuge der Gebietsreform in Hessen fusionierten die Gemeinde Stockheim mit der Nachbargemeinde Glauberg zum 1. Juli 1971 freiwillig zur neuen Gemeinde Glauburg.
Ortsbezirke nach der Hessischen Gemeindeordnung wurden nicht errichtet.

## Bevölkerung

### Einwohnerentwicklung
| Stockheim: Einwohnerzahlen von 1834 bis 2022 | Stockheim: Einwohnerzahlen von 1834 bis 2022 | Stockheim: Einwohnerzahlen von 1834 bis 2022 | Stockheim: Einwohnerzahlen von 1834 bis 2022 | Stockheim: Einwohnerzahlen von 1834 bis 2022 |
| --- | -------------------------------------------- | -------------------------------------------- | -------------------------------------------- | -------------------------------------------- |
| Jahr |                                              |                                              |                                              | Einwohner                                    |
| 1834 | 1834                                         |                                              | 431                                          | 431                                          |
| 1840 | 1840                                         |                                              | 455                                          | 455                                          |
| 1846 | 1846                                         |                                              | 472                                          | 472                                          |
| 1852 | 1852                                         |                                              | 486                                          | 486                                          |
| 1858 | 1858                                         |                                              | 422                                          | 422                                          |
| 1864 | 1864                                         |                                              | 462                                          | 462                                          |
| 1871 | 1871                                         |                                              | 466                                          | 466                                          |
| 1875 | 1875                                         |                                              | 469                                          | 469                                          |
| 1885 | 1885                                         |                                              | 586                                          | 586                                          |
| 1895 | 1895                                         |                                              | 646                                          | 646                                          |
| 1905 | 1905                                         |                                              | 912                                          | 912                                          |
| 1910 | 1910                                         |                                              | 856                                          | 856                                          |
| 1925 | 1925                                         |                                              | 942                                          | 942                                          |
| 1939 | 1939                                         |                                              | 937                                          | 937                                          |
| 1946 | 1946                                         |                                              | 1.611                                        | 1.611                                        |
| 1950 | 1950                                         |                                              | 1.686                                        | 1.686                                        |
| 1956 | 1956                                         |                                              | 1.672                                        | 1.672                                        |
| 1961 | 1961                                         |                                              | 1.678                                        | 1.678                                        |
| 1967 | 1967                                         |                                              | 1.768                                        | 1.768                                        |
| 1970 | 1970                                         |                                              | 1.839                                        | 1.839                                        |
| 1980 | 1980                                         |                                              | ?                                            | ?                                            |
| 1990 | 1990                                         |                                              | ?                                            | ?                                            |
| 2000 | 2000                                         |                                              | 2.000                                        | 2.000                                        |
| 2005 | 2005                                         |                                              | 2.035                                        | 2.035                                        |
| 2011 | 2011                                         |                                              | 1.800                                        | 1.800                                        |
| 2019 | 2019                                         |                                              | 1.814                                        | 1.814                                        |
| 2022 | 2022                                         |                                              | 1.841                                        | 1.841                                        |
| Datenquelle: Historisches Gemeindeverzeichnis für Hessen: Die Bevölkerung der Gemeinden 1834 bis 1967. Wiesbaden: Hessisches Statistisches Landesamt, 1968. Weitere Quellen: LAGIS; Gemeinde Glauberg:; Zensus 2011; 2022 |                                              |                                              |                                              |                                              |

### Religionszugehörigkeit
| • 1961: | 1245 evangelische (74,20 %), 388 katholische (23,12 %) Einwohner |

## Kulturdenkmäler
Siehe: Liste der Kulturdenkmäler in Stockheim

## Verkehr und Infrastruktur
Der am nordwestlichen Ortsrand liegende Bahnhof Glauburg-Stockheim an der Bahnstrecke Gießen–Gelnhausen ist  Endpunkt der Niddertalbahn von Bad Vilbel. Auf beiden Bahnstrecken verkehren annähernd stündlich Regionalbahnen. Es werden umsteigefreie Verbindungen nach Frankfurt (Main) Hauptbahnhof angeboten.
Weiterhin wurde das in Privatbesitz befindliche Bahnhofsgebäude zu einem wirtschaftlichen Modelleisenbahnmuseum, dem sogenannten Modellbahnhof Stockheim umgebaut und 2008 eröffnet. Die Bahnhofsgaststätte ist schon längere Zeit offen.

## Persönlichkeiten
- Wilhelm Georg Reichert (1928–2012, geboren in Stockheim), Gewerkschafter und Politiker, Abgeordneter zum Hessischen Landtag